# Луви (озеро)
Луви́ (фр. Lac de Louvie) — горное озеро в коммуне Валь-де-Бань, кантон Вале, Швейцария.

## География
Оно расположено на высоте 2213—2214 метров над уровнем моря и находится в 2 часах ходьбы от Фьонне. Площадь озера — 12,5 гектаров (0,12 километров). Рядом с озером располагается Хижина Луви (фр. Cabane de Louvie) — ресторан. С озера видны Гран-Комбен, ледник Корбасьер, Комбен-де-Корбасьер и Пети-Комбен. У озера находится небольшая плотина, которая отделяет его от горного ручья.

## Галерея

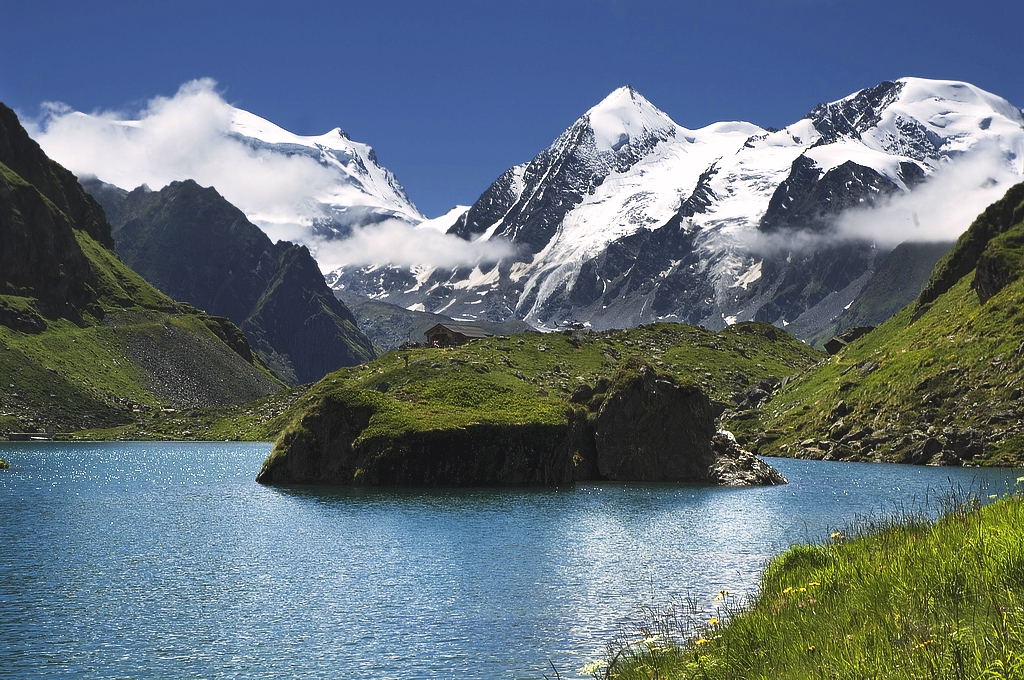
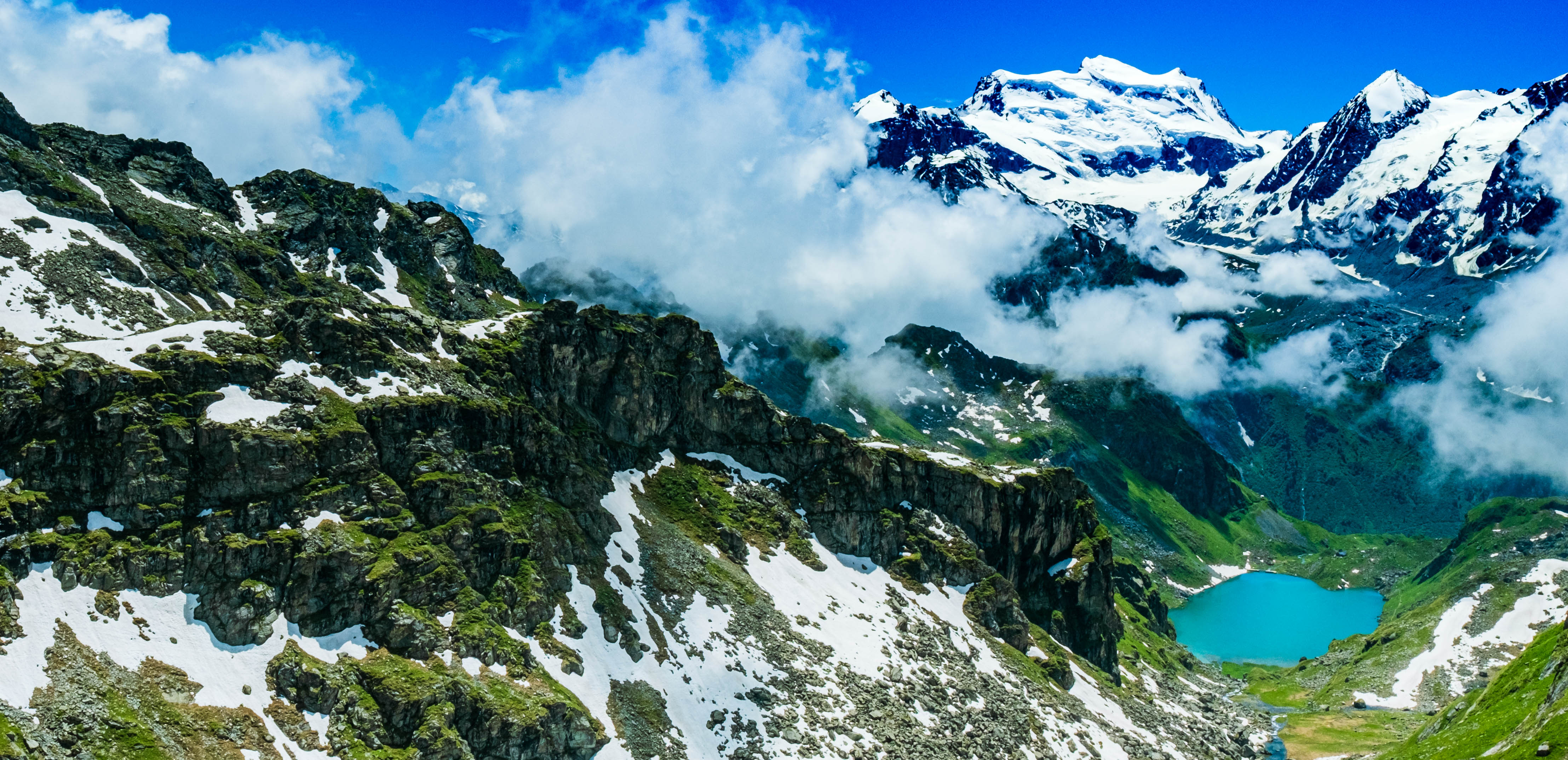
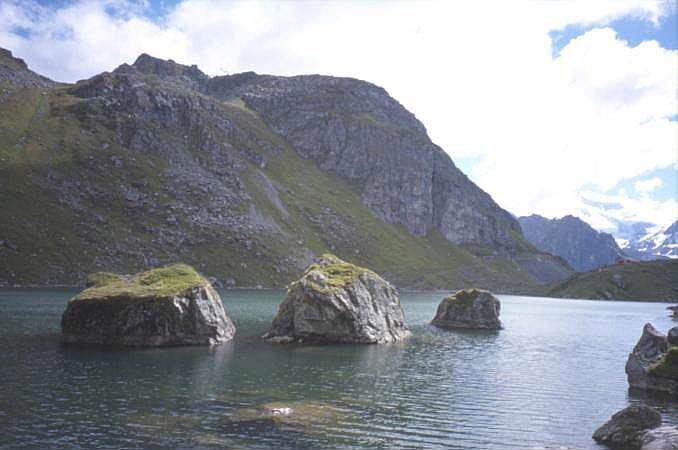
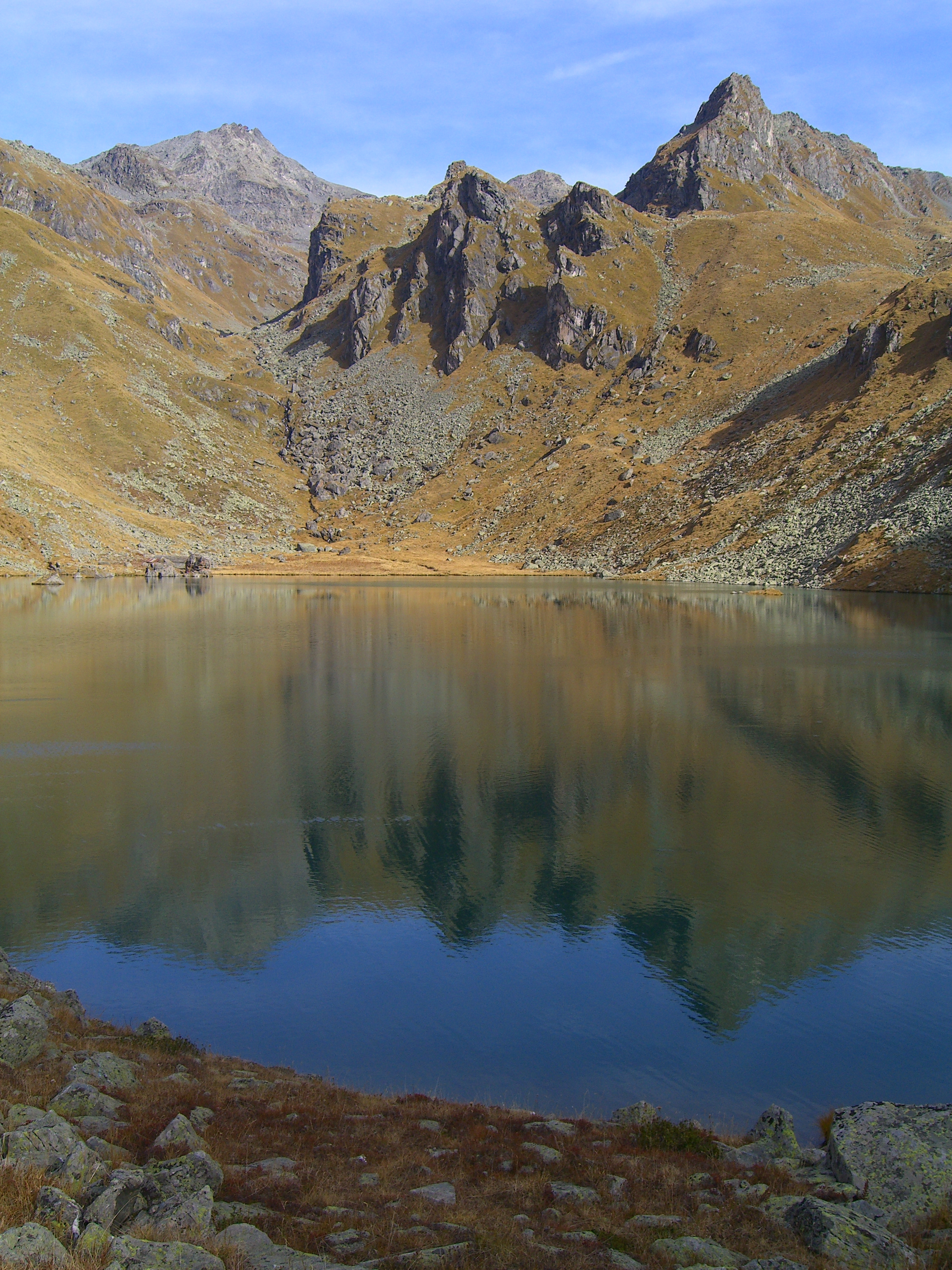
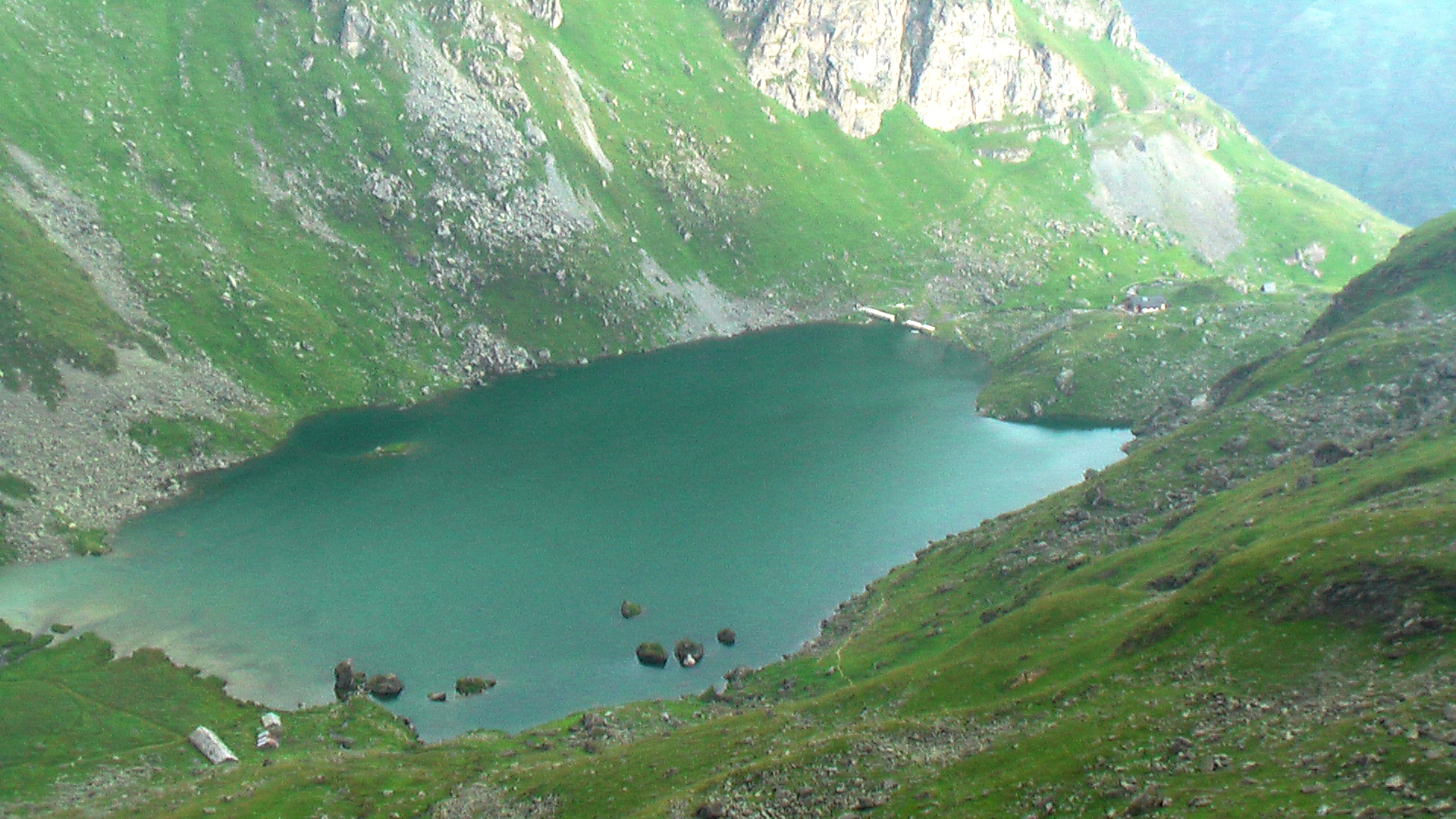
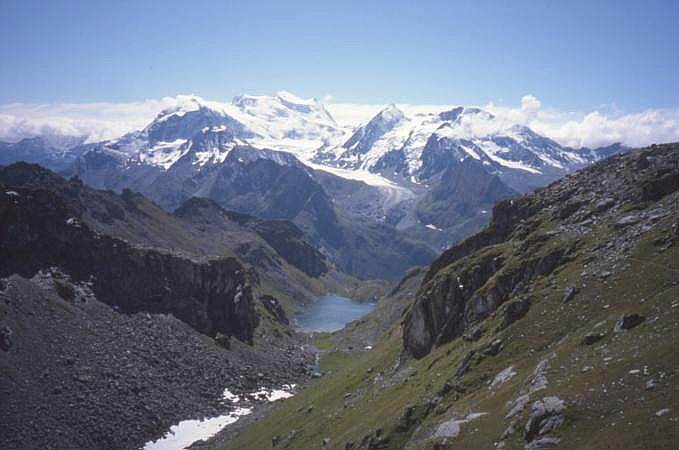
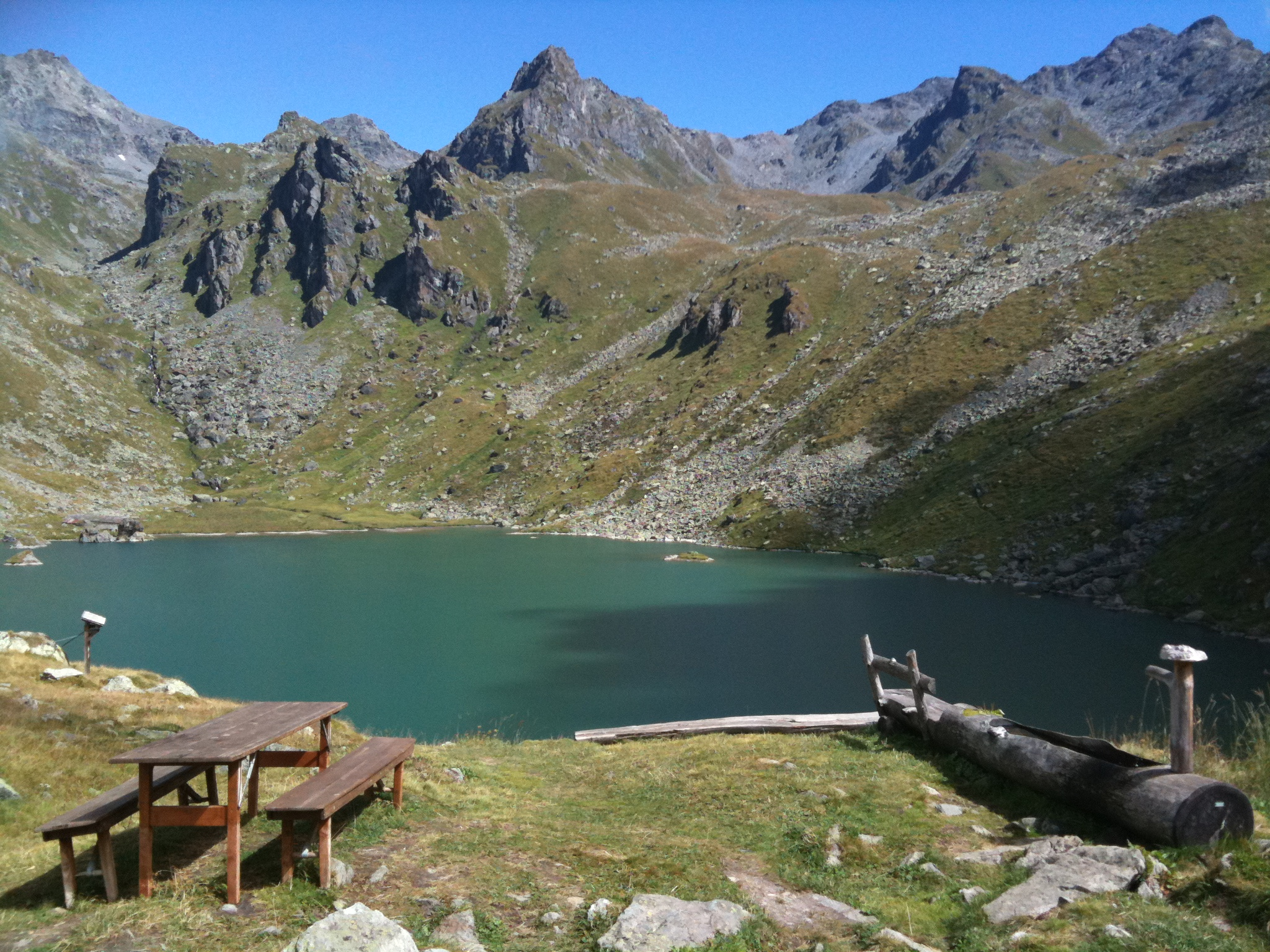
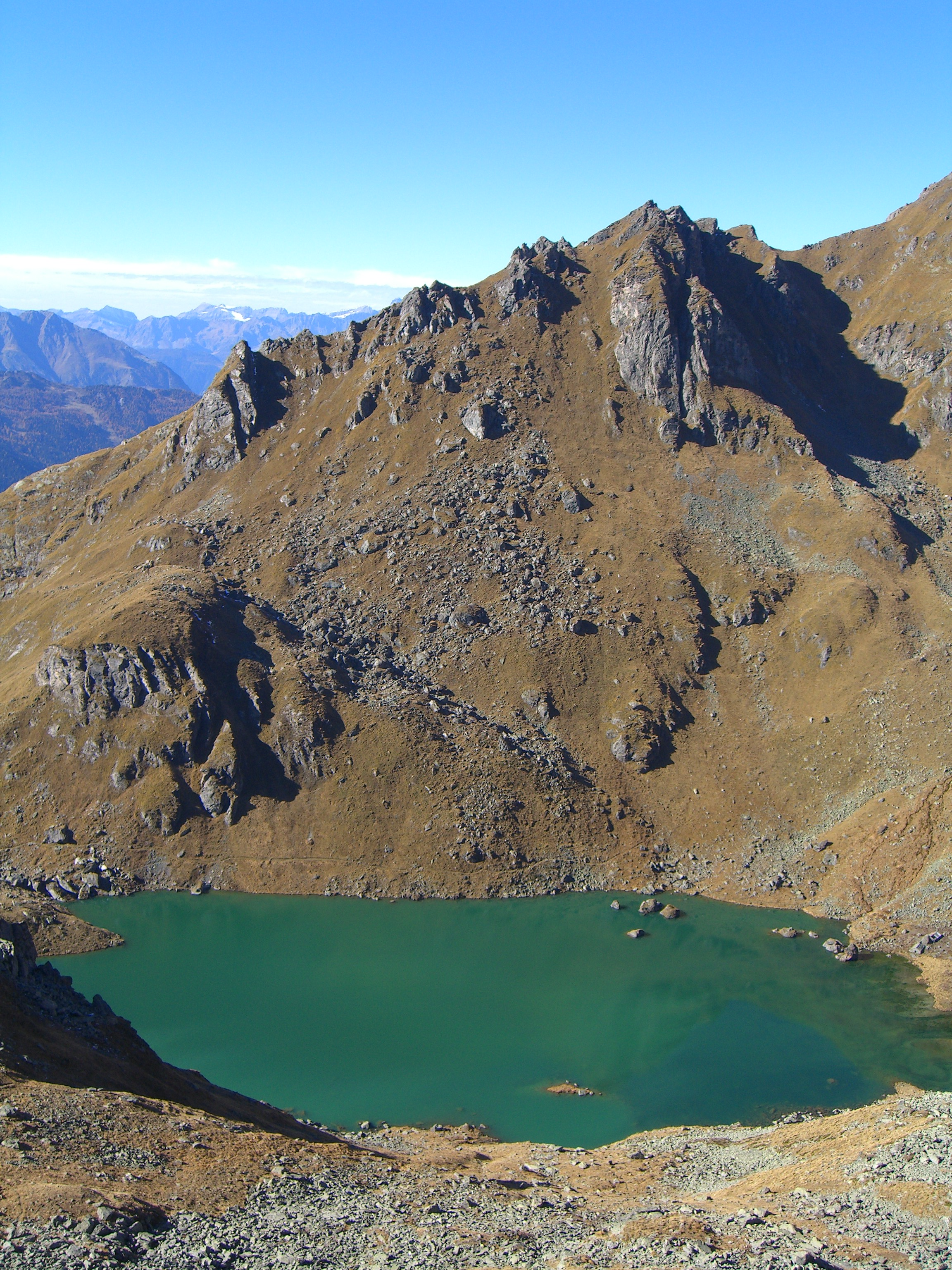
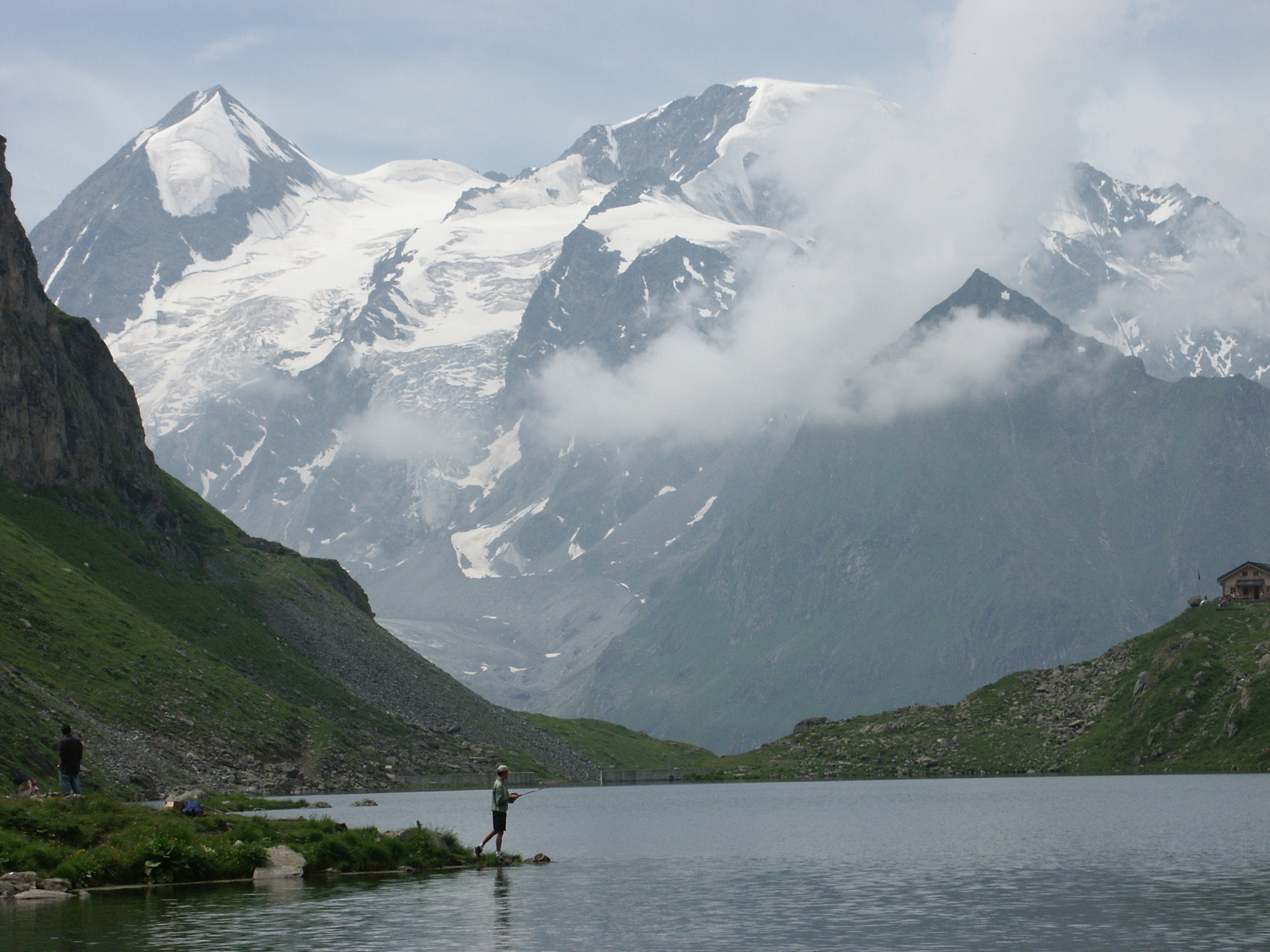
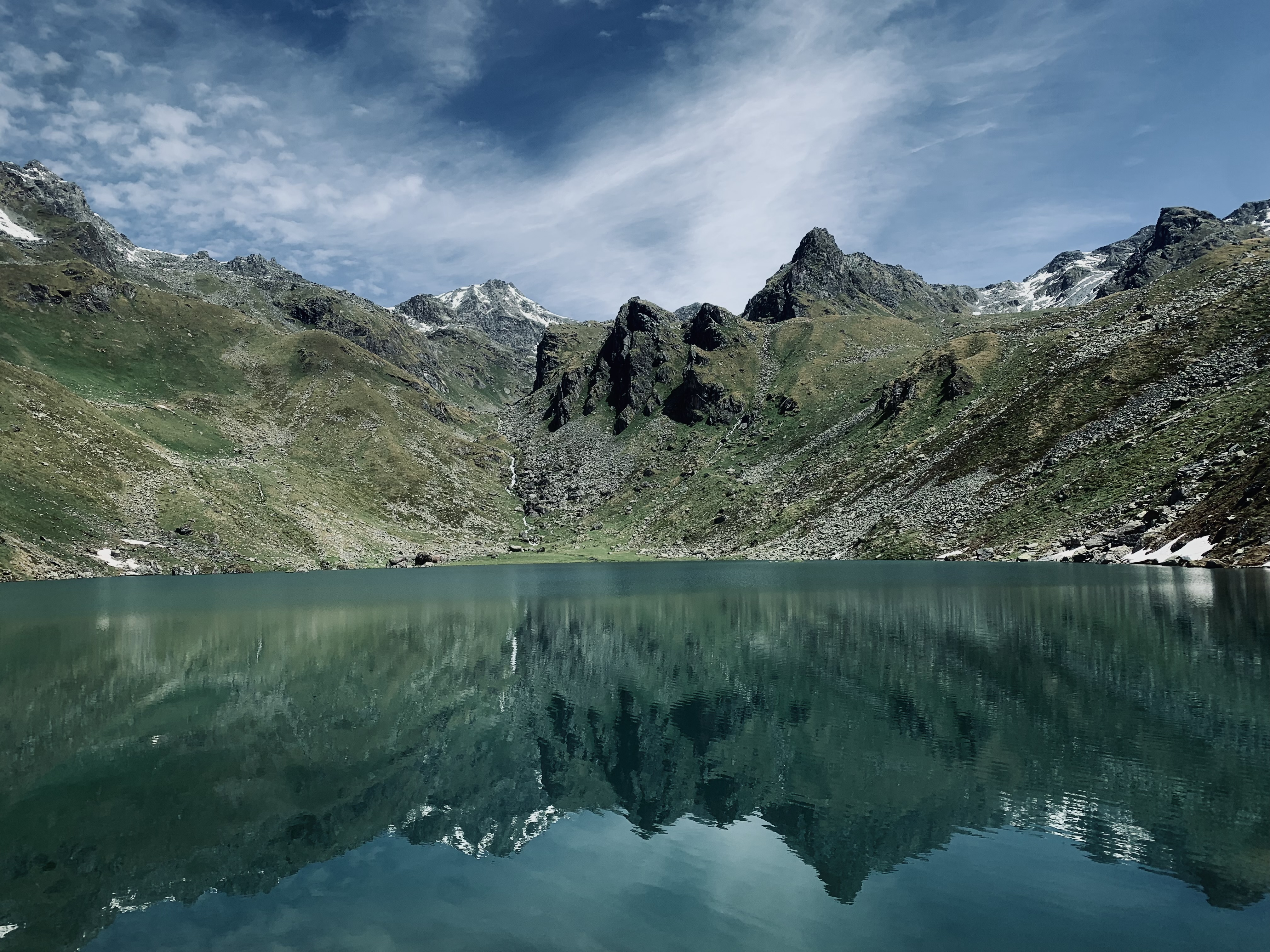
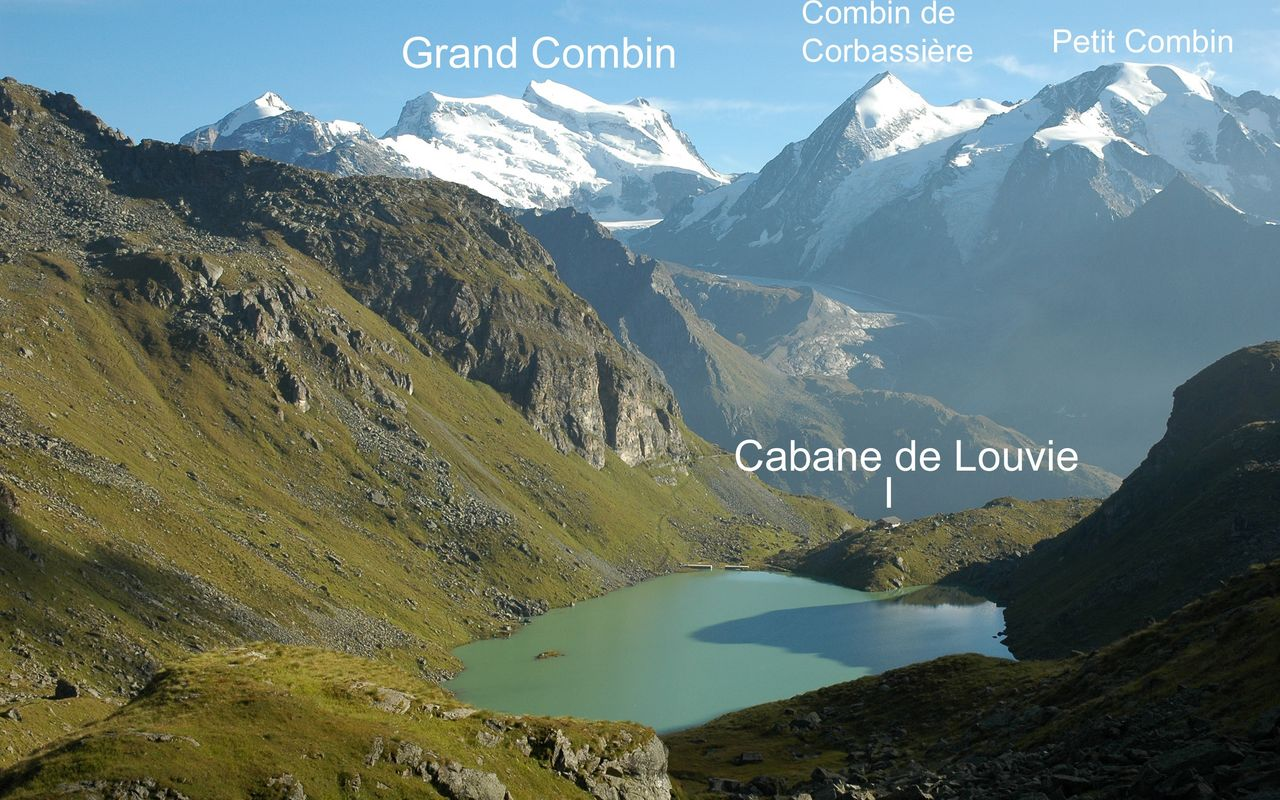